# نوک‌تخت حلقه‌چشمی
نوک‌تخت حلقه‌چشمی یا نوک‌تخت چشم‌سفید (نام علمی: Rhynchocyclus brevirostris) گونه‌ای از پرندگان خانواده ژیان‌مرغان است که در بلیز، کلمبیا، کاستاریکا، السالوادور، گواتمالا، هندوراس، مکزیک، نیکاراگوئه و پاناما یافت می‌شود و در انتهای جنوبی محدوده آن به کلمبیا یورش می‌برد. زیستگاه طبیعی آن جنگل‌های جلگه‌ای نمناک نیمه‌گرمسیری یا گرمسیری و جنگل‌های کوهستانی نمناک نیمه‌گرمسیری یا گرمسیری است.
ندای آن shreep تیز است.